# Список судинних рослин України — гвоздикоцвіті
Список місцевих рослин України з порядку гвоздикоцвіті є продовженням Списку судинних рослин України. Гвоздикоцвіті (Caryophyllales) в рідній флорі України представлені родинами: щирицеві (Amaranthaceae) [у т. ч. лободові (Chenopodiaceae)], гвоздикові (Caryophyllaceae), росичкові (Droseraceae), франкенієві (Frankeniaceae), м'якотравцеві (Molluginaceae), кермекові (Plumbaginaceae), тамарискові (Tamaricaceae).

### Місцеві гвоздикоцвіті (Caryophyllales)
| №   | Вид | Розповсюдження в Україні | Джерело інформації | Родина                      | Зображення |
| --- | --- | --- | ------------------ | --------------------------- | ---------- |
| 1   | Щириця вузьколиста Amaranthus graecizans L. | У садах, на бур'янах — у Криму, зрідка (у передгір'ях та на ПБК) | [ 2 ]              | Щирицеві Amaranthaceae      |            |
| 2   | Лутига широкоплода Atriplex aucheri Moq. | На солончаках, солонцюватих глинистих схилах — на півдні Степу, морським узбережжям, звичайний; по Дніпру, зрідка | [ 3 ]              | …                           |            |
| 3   | Лутига сива Atriplex cana Ledeb. | На солонцюватих ґрунтах, на берегах солоних озер — у Степовому Криму, Присивашші | …                  | …                           |            |
| 4   | Лутига дрібноцвіта Atriplex micrantha Ledeb. | На солончакових ґрунтах, засолених берегах річок, озер, лиманів — у Степу та Лісостепу, б. м. звичайно; на Поліссі рідко | …                  | …                           |            |
| 5   | Лутига блискуча Atriplex sagittata Borkh., syn. Atriplex nitens Schkuhr                                                                                       | На глинистих та солонцюватих берегах річок та озер, у бур'янистих місцях — на всій території | …                  | …                           |            |
| 6   | Лутига прибережна Atriplex littoralis L. | На мокрих солончаках, на пісках біля лиманів, озер та степових річок — у Лісостепу та Степу, передусім на південному сході | [ 4 ]              | …                           |            |
| 7   | Лутига видовженолиста Atriplex oblongifolia Waldst. & Kit. | На солонцюватих пісках, берегах річок, у посівах, засмічених місцях — у Лісостепу та Степу; вказується також для Карпат (м. Надвірна Івано-Франківської обл.; м. Берегово Закарпатської обл., м. Ужгород); Розточчя-Опілля (м. Львів) | …                  | …                           |            |
| 8   | Лутига розхилиста Atriplex patens (Litv.) Iljin | У посівах, засмічених місцях, біля доріг — на всій території | …                  | …                           |            |
| 9   | Лутига розлога Atriplex patula L. | У бур'янистих місцях, на городах — на всій території | …                  | …                           |            |
| 10  | Лутига лежача Atriplex prostrata Boucher ex DC. | На солончаках, солончакових луках, oсміттєвих місцях — на всій території, звичайно | …                  | …                           |            |
| 11  | Лутига рожева Atriplex rosea L. | На крейді на засмічених місцях — на всій території | …                  | …                           |            |
| 12  | Лутига куляста Atriplex sphaeromorpha Iljin | У посівах, засмічених місцях, біля доріг — у Степу, на півдні | …                  | …                           |            |
| 13  | Лутига татарська Atriplex tataric L. | На солончаках, у сміттєвих солонцюватих місцях — на всій території | …                  | …                           |            |
| 14  | Atriplex intracontinentalis Sukhor. | ? | [ 5 ]              | …                           |            |
| 15  | Atriplex pedunculata L., syn. Halimione pedunculata (L.) Aellen                                                                                               | На солончаках — у Лівобережному та Донецькому Лісостепу, Степу у Степовому Криму та на ПБК (Феодосійський г/с, смт Судак, смт Планерське)                                                                                             | [ 4 ]              | …                           |            |
| 16  | Atriplex verrucifera M.Bieb., syn. Halimione verrucifera (M.Bieb.) Aellen                                                                                     | На мокрих солончаках, солонцях — на берегах Чорного й Азовського морів і Сиваша; іноді трапляється ізольовано в середній Лівобережній частині України в Лісостепу (по річках Дніпро, Сів. Донець із притоками)                        | …                  | …                           |            |
| 17  | Мітельник гісополистий Bassia hyssopifolia (Pall.) Kuntze | На солончаках, засмічених і сміттєвих місцях — у Лісостепу (на сході), Степу та Криму | [ 6 ]              | …                           |            |
| 18  | Мітельник вовнистоцвітий Bassia laniflora (S.G.Gmel.) A.J.Scott                                                                                               | На пісках, піщаних степах, долинах річок, у борах — на всій території крім гірських районів | [ 7 ]              | …                           |            |
| 19  | Мітельник сланкий Bassia prostrata (L.) Beck | На степових кам'янистих схилах, крейді, солонцях, солонцюватих степах, пісках — переважно в степовій зоні та Криму, частково в південних районах Лісостепу; на Закарпатті рідко                                                       | …                  | …                           |            |
| 20  | Буряк триприймочковий Beta trigyna Waldst. & Kit. | На морських узбережжях, солонцях і рудеральних місцях — на півдні Степу (Одеса, Миколаїв) і в Криму | [ 8 ]              | …                           |            |
| 21  | Буряк звичайний Beta vulgaris L., у т. ч. Beta maritima L. | На морських узбережжях — вказувалася для Степу (річки Молочна, Конка) | [ 9 ]              | …                           |            |
| 22  | Blitum bonus-henricus (L.) Rchb., syn. Chenopodium bonus-henricus L.                                                                                          | На смітниках, у садах — зрідка культивують у зх. областях як шпинатна рослина | [ 9 ]              | …                           |            |
| 23  | Камфорник однорічний Camphorosma annua Pall. | На солончаках — у Лісостепу і Степу, зрідка | [ 6 ]              | …                           |            |
| 24  | Камфорник кущиковий Camphorosma monspeliaca L. | На солонцях та солонцюватих степах, щебенистих і піщаних солонцюватих схилах — у Донецькому Лісостепу (Слов'янськ), Степу та Криму | …                  | …                           |            |
| 25  | Камфорник джунґарський Camphorosma songorica Bunge | На мокрих солончаках, солонцюватих луках — у Лісостепу і Степу, розсіяно | …                  | …                           |            |
| 26  | Устелиполе піскове Ceratocarpus arenarius L. | На піщаних степах, вигонах, полях і городах — у Лісостепу (на півдні), Степу та Криму | [ 6 ]              | …                           |            |
| 27  | Chenopodiastrum hybridum (L.) S.Fuentes, Uotila & Borsch, syn. Chenopodium hybridum L.                                                                        | У засмічених тінистих місцях — зрідка на всій території; бур'ян, отруйна рослина | [ 10 ]             | …                           |            |
| 28  | Chenopodiastrum murale (L.) S.Fuentes, Uotila & Borsch, syn. Chenopodium murale L.                                                                            | У засмічених місцях — на Правобережжі, рідко | [ 3 ]              | …                           |            |
| 29  | Лобода кленолиста Chenopodium acerifolium Andrz. | Долинами річок на алювіальних пісках — Дніпром і Сів. Дінцем, відома також із Львівської обл. (Броди) | [ 3 ]              | …                           |            |
| 30  | Лобода біла Chenopodium album L. | У бур'янах, на городах, уздовж доріг — на всій території, звичайно | …                  | …                           |            |
| 31  | Лобода пізня Chenopodium ficifolium Sm. | На затінених вологих місцях, у долинах річок, зрідка на городах і в посівах — у Карпатах рідко (Ужгород, села Доробратово, Чинадієво Закарпатської обл.); у Поліссі, західному й лівобережному Лісостепу звичайно                     | …                  | …                           |            |
| 32  | Лобода бурякова Chenopodium betaceum Andrz. | На піщаних берегах річок, на бур'янах — у Лісостепу та Степу, розсіяно | …                  | …                           |            |
| 33  | Lipandra polysperma (L.) S.Fuentes, Uotila & Borsch, syn. Chenopodium polyspermum L.                                                                          | На піщаних урвищах і берегах водойм, на бур'янах — на всій території, на півдні, рідко | …                  | …                           |            |
| 34  | Лобода шведська Chenopodium suecicum Murr | На смітниках, городах і полях — на Поліссі та Лісостепу | …                  | …                           |            |
| 35  | Лобода смердюча Chenopodium vulvaria L. | На бур'янах, схилами — майже по всій території, розсіяно | …                  | …                           |            |
| 36  | Лобода Зерова Chenopodium zerovii Iljin | На солончаках, засмічених місцях, у посівах — у пд. Степу, звичайно; у Лісостепу, зрідка | …                  | …                           |            |
| 37  | Chenopodium opulifolium Schrad. ex W.D.J.Koch & Ziz | ? | [ 11 ]             | …                           |            |
| 38  | Pyankovia brachiata (Pall.) Akhani & Roalson, syn. Climacoptera brachiata (Pall.) Botsch.                                                                     | На солончаках, піщаних берегах морів та солоних озер, на полинових степах — у Криму, зрідка | [ 12 ]             | …                           |            |
| 39  | Верблюдка гісополиста Corispermum hyssopifolium L., у т. ч. Corispermum glabratum Klokov, Corispermum hybridum Besser ex Moq., Corispermum insulare Klokov    | На прирічкових пісках, піщаних місцях, насипах, у піщаних борах — у Поліссі, Степу (зрідка на півдні) | [ 13 ]             | …                           |            |
| 40  | Corispermum canescens Kit. ex Schult., syn. Corispermum stenopterum Klokov, Corispermum ucrainicum Iljin                                                      | На прирічкових пісках і на приморських пісках — у пониззі Дніпра та Пд. Буга, чорноморсько-Азовською літораллю | [ 7 ]              | …                           |            |
| 41  | Верблюдка Маршалла Corispermum marschallii Steven | На прирічкових пісках — у Поліссі (південний схід), Лісостепу (схід) | …                  | …                           |            |
| 42  | Верблюдка блискуча Corispermum nitidum Kit. ex Schult., syn. Corispermum nitidulum Klokov                                                                     | На річкових та приморських пісках — у Лісостепу та Степу | …                  | …                           |            |
| 43  | Dysphania botrys (L.) Mosyakin & Clemants, syn. Chenopodium botrys L.                                                                                         | У піщаних, кам'янистих і сміттєвих місцях, уздовж доріг — у більшій частині, крім півдня Степу | [ 9 ]              | …                           |            |
| 44  | Солянка шишкувата Halocnemum strobilaceum (Pall.) M.Bieb. | На пухких солончаках, на берегах солоних озер — на півдні Степу та в Криму | [ 14 ]             | …                           |            |
| 45  | Grubovia sedoides (Pall.) G.L.Chu, syn. Bassia sedoides (Pall.) Asch.                                                                                         | На південних солончаках, солонцях, солонцюватих степах, вигонах — у Лісостепу (на сході), Степу та Криму | [ 6 ]              | …                           |            |
| 46  | Білолізник сірий Krascheninnikovia ceratoides (L.) Gueldenst.                                                                                                 | У пустельних кам'янистих та щебенистих степах, на крейдах — на Закарпатті, рідко (Ужгородський р-н, с. В. Добронь); у Донецькому Лісостепу та Степу, розсіяно                                                                         | [ 15 ]             | …                           |            |
| 47  | Солониця однотичинкова Ofaiston monandrum (Pall.) Moq. | На мокрих солончаках — на півдні Степу в р-ні Присивашшя (Херсонська обл., Чаплинський р-н, на островах Чурюк та Чурюк-Тюб), у Криму, зрідка. У ЧКУ має статус «вразливий»                                                            | [ 16 ]             | …                           |            |
| 48  | Oxybasis chenopodioides (L.) S.Fuentes, Uotila & Borsch, syn. Chenopodium chenopodioides (L.) Aellen                                                          | На солончаках, на берегах солоних озер та лиманів — у Лісостепу та Степу | [ 9 ]              | …                           |            |
| 49  | Oxybasis glauca (L.) S.Fuentes, Uotila & Borsch, syn. Chenopodium glaucum L.                                                                                  | Солончаками, берегами річок і озер, заливними луками, городами та бур'янами — по всій території, часто на півдні та сході | …                  | …                           |            |
| 50  | Oxybasis rubra (L.) S.Fuentes, Uotila & Borsch, syn. Chenopodium rubrum L.                                                                                    | На вологих пісках, у долинах річок, засмічених місцях — на всій території | …                  | …                           |            |
| 51  | Oxybasis urbica (L.) S.Fuentes, Uotila & Borsch, syn. Chenopodium urbicum L.                                                                                  | При дорогах, біля парканів, у засмічених місцях — на всій території, звичайний вид, бур'ян | [ 3 ]              | …                           |            |
| 52  | Солелюбка розлога Petrosimonia brachiata (Pall.) Bunge | На солончаках, рідше солонцях — на півдні Степу, широко поширений у Присивашші та Криму | [ 16 ]             | …                           |            |
| 53  | Солелюбка супротивнолиста Petrosimonia oppositifolia (Pall.) Litv.                                                                                            | На солончаках та солонцях — у приморських р-нах Степу та Криму | …                  | …                           |            |
| 54  | Солелюбка тритичинкова Petrosimonia triandra (Schrank) Rech.                                                                                                  | На солончаках та солонцях — у Правобережному Степу (Одеська обл., м. Саврань), Донецькому Лісостепу (Слов'янськ), Степу та Криму. | …                  | …                           |            |
| 55  | Наземка польова Polycnemum arvense L. | У степах, по засмічених місцях, на покладах, переважно на піщаному ґрунті — на всій території | [ 17 ]             | …                           |            |
| 56  | Наземка Гойффеля Polycnemum heuffelii Láng | Пісками та піщаними полями — на Закарпатті, рідко (с. Руське Закарпатської обл.); у Правобережному та Лівобережному Лісостепу, звичайно                                                                                               | …                  | …                           |            |
| 57  | Наземка велика Polycnemum majus A.Braun ex Bogenh. | На кам'янистих відслоненнях, пісках і як пожнивний бур'ян — на всій території | …                  | …                           |            |
| 58  | Наземка бородавчаста Polycnemum verrucosum Láng | На пісках — на Закарпатті, рідко (гора Надьгедь); У Поліссі, зрідка; у Лісостепу, Лівобережному Степу, звичайно | …                  | …                           |            |
| 59  | Salicornia procumbens Sm., у т. ч. Salicornia borysthenica Tzvelev                                                                                            | ? | [ 18 ]             | …                           |            |
| 60  | Salicornia perennans Willd., у т. ч. Salicornia prostrata Pall.                                                                                               | ? | [ 19 ]             | …                           |            |
| 61  | Курай поташевий Salsola kali L. | ? | [ 20 ]             | …                           |            |
| 62  | Солонець трав'янистий Salicornia europaea L. | На мокрих солончаках, морських узбережжях — у Лісостепу (південний схід), Степу, Криму | [ 12 ]             | …                           |            |
| 63  | Курай гостролистий Soda acutifolia (Bunge) Mosyakin, Freitag & Rilke, syn. Salsola acutifolia (Bunge) Botsch., у т. ч. Salsola mutica C.A.Mey. ex A.K.Becker  | На мокрих солончаках, засолених луках — у Степу на Азовському узбережжі; у Присивашші, рідко. У ЧКУ має статус «вразливий» | …                  | …                           |            |
| 64  | Курай модриновий Caroxylon laricinum (Pall.) Tzvelev, syn. Salsola laricina Pall.                                                                             | На солонцях, солонцюватих степах, крейдяних відслоненнях — у Присивашші й пн. Криму, звичайно; у передгір'ях і на ПБК (у р-ні Судака — Планерського), зрідка                                                                          | …                  | …                           |            |
| 65  | Курай содовий Soda inermis Fourr., syn. Salsola soda L. | На солончаках, солонцюватих луках, берегах морів і солоних озер — на півдні Степу і в Криму | …                  | …                           |            |
| 66  | Курай тамарисковий Salsola tamariscina Pall. | На солонцях, солонцюватих степах, крейдяних оголеннях — у Донецькому Лісостепу, Лівобережному Степу, Криму | …                  | …                           |            |
| 67  | Курай чіплянковий Salsola tragus L. | На піщаних і кам'янистих морських узбережжях — на Арабатській Стрілці, Керченському п-ові, в околицях Феодосії та на ПБК (околиці Судака, Ласпі), зрідка                                                                              | …                  | …                           |            |
| 68  | Spirobassia hirsuta (L.) Freitag & G.Kadereit, syn. Bassia hirsuta (L.) Asch.                                                                                 | На солончаках, переважно приморських, рідше біля солоних озер — на берегах Чорного та Азовського морів, у Лісостепу, рідко (с. Омельник Кременчуцького р-ну Полтавської обл.)                                                         | [ 7 ]              | …                           |            |
| 69  | Suaeda acuminata (C.A.Mey.) Moq., у т. ч. Suaeda baccifera Pall., Suaeda confusa Iljin                                                                        | На солончаках — на півдні Степу (на північ до Дніпропетровська), а також у Криму | [ 12 ]             | …                           |            |
| 70  | Содник високий Suaeda altissima (L.) Pall. | На солончаках і солонцях приморської смуги, у поливних культурах — у Причорномор'ї та Криму | …                  | …                           |            |
| 71  | Содник рогатий Suaeda corniculata (C.A.Mey.) Bunge | На мокрих солончаках — вказується для півдня Степу (Бердянськ) | …                  | …                           |            |
| 72  | Содник сланкий Suaeda prostrata Pall. | На мокрих солончаках — на півдні Лісостепу, у Степу, Криму | …                  | …                           |            |
| 73  | Содник солонцевий Suaeda salsa (L.) Pall. | Приморськими, рідше континентальними солончаками — на півдні Степу | …                  | …                           |            |
| 74  | Содник приморський Suaeda maritima (L.) Dumort. | ? | [ 21 ]             | …                           |            |
| 75  | Содник паннонський Suaeda pannonica Beck | ? | [ 22 ]             | …                           |            |
| 76  | Teloxys aristata (L.) Moq., syn. Chenopodium aristatum L. | На пісках, оголеннях, бур'янах — у Лівобережному Степу, рідко (Біловодськ) | [ 9 ]              | …                           |            |
| 77  | Кукіль звичайний Agrostemma githago L. | Бур'ян, у посівах — по всій території, спорадично; у Степу, рідко | [ 23 ]             | Гвоздикові Caryophyllaceae  |            |
| 78  | Піщанка тонкостебла Arenaria leptoclados (Rchb.) Guss., у т. ч. Arenaria zozii Kleopow                                                                        | На піщаних місцях — на півдні Степу, у Криму, рідко | [ 24 ]             | …                           |            |
| 79  | Піщанка чебрецелиста Arenaria serpyllifolia L., у т. ч. Arenaria uralensis Pall. ex Spreng.                                                                   | На відкритих місцях — на півдні Степу: на Сиваші та в пн. Криму, рідко | …                  | …                           |            |
| 80  | Atocion armeria (L.) Raf., syn. Silene armeria L., Atocion lituanicum (Zapał.) Tzvelev                                                                        | На пісках, біля доріг (поширюється по залізних і шосейних дорогах) — на Поліссі та Лісостепу | [ 25 ]             | …                           |            |
| 81  | Atocion compactum (Fisch. ex Hornem.) Tzvelev, syn. Silene compacta Fisch. ex Hornem., у т. ч. Atocion hypanicum (Klokov) Tzvelev                             | Пд. відроги Придніпровської височини в межах Правобережного Степу; у долині р. Пд. Буг. — Миколаївщина. У ЧКУ має статус «вразливий»                                                                                                  | ЧКУ                | …                           |            |
| 82  | Б'юфонія дрібноквіткова Bufonia parviflora Griseb. | На кам'янистих схилах — у Лісостепу і Степу, рідко (Маріуполь, околиці Одеси, Херсонська та Автономна Республіка Крим) | [ 26 ]             | …                           |            |
| 83  | Пісочник Біберштайна Eremogone biebersteinii (D.F.K.Schltdl.) Holub                                                                                           | У Степу, Лісостепу, рідко | [ 24 ]             | …                           |            |
| 84  | Пісочник голівчастий Eremogone cephalotes (M.Bieb.) Fenzl | На степових схилах, кам'янистих відслоненнях — на півдні Правобережного Лісостепу і Степу, рідко (Одеська, Миколаївська та Херсонська обл.). У ЧКУ має статус «рідкісний»                                                             | …                  | …                           |            |
| 85  | Пісочник довголистий Eremogone longifolia (M.Bieb.) Fenzl | На степах та трав'янистих схилах — у Лісостепу, спорадично; у Степу, рідко | …                  | …                           |            |
| 86  | Eremogone procera (Spreng.) Rchb., syn. Eremogone micradenia (P.A.Smirn.) Ikonn.                                                                              | На трав'янистих схилах, узліссях лісів — Закарпаття (м. Виноградове), між Прутом та Дністром (Івано-Франківська обл., м. Косів, гора Михалкова); у Лісостепу, часто; у Степу (на півночі), зрідка                                     | …                  | …                           |            |
| 87  | Пісочник жорсткий Eremogone rigida (M.Bieb.) Fenzl | На степових кам'янистих схилах — у Степу, часто; у Правобережному Лісостепу, спорадично | …                  | …                           |            |
| 88  | Пісочник скельний Eremogone saxatilis (L.) Ikonn. | У соснових лісах — у Поліссі, зрідка | …                  | …                           |            |
| 89  | Cerastium eriophorum Kit. ex Schult. | В альпійському поясі Карпат (помилково наводився під назвами Cerastium alpinum і Cerastium lanatum) | [ 27 ]             | …                           |            |
| 90  | Роговик польовий Cerastium arvense L. | На сухих луках, узліссях — майже по всій території, крім Степу, спорадично | [ 28 ]             | …                           |            |
| 91  | Роговик Біберштайна Cerastium biebersteinii DC. | На схилах, у кам'янистих місцях — у гірському Криму, звичайно. У ЧКУ має статус «неоцінений» | …                  | …                           |            |
| 92  | Роговик джерельний Cerastium fontanum Baumg., у т. ч. Cerastium lucorum (Schur) Möschl                                                                        | На трав'янистих схилах, узліссях — у високогір'ї Карпат, нерідко | …                  | …                           |            |
| 93  | Роговик ланцетолистий Cerastium holosteoides Fr. | На луках, у узліссях — майже по всій території, звичайно | …                  | …                           |            |
| 94  | Роговик лісовий Cerastium sylvaticum Waldst. & Kit. | У лісах — у західних районах (Закарпатська область, Львівська область, Золочівський район), рідко | …                  | …                           |            |
| 95  | Роговик дрібноцвітий Cerastium brachypetalum Desp. ex Pers., у т. ч. Cerastium tauricum Spreng.                                                               | На сухих кам'янистих схилах — у Криму, звичайно | [ 29 ]             | …                           |            |
| 96  | Роговик товстенький Cerastium crassiusculum Klokov | На кам'янистих схилах — на південному сході Криму, рідко (ок. с. Планерське) | …                  | …                           |            |
| 97  | Роговик скупчений Cerastium glomeratum Thuill., у т. ч. Cerastium stevenii Schischk.                                                                          | Уздовж доріг — на Поліссі, Лісостепу та Криму, спорадично | …                  | …                           |            |
| 98  | Роговик гайовий Cerastium nemorale M.Bieb. | На лісових галявинах, у чагарниках — у Лісостепу і Степу, нечасто | …                  | …                           |            |
| 99  | Роговик одеський Cerastium odessanum Klokov | На степових і кам'янистих схилах — на півдні Правобережного Степу, зрідка | …                  | …                           |            |
| 100 | Роговик пронизанолистий Cerastium perfoliatum L. | Серед чагарників та у відкритих місцях — на півдні Степу і в Криму, спорадично | …                  | …                           |            |
| 101 | Роговик низький Cerastium pumilum Curtis, у т. ч. Cerastium kioviense Klokov, Cerastium syvaschicum Kleopow, Cerastium ucrainicum (Kleopow) Popov ex Klokov   | На гранітних оголеннях, піщаних схилах — у Лісостепу та Степу, нерідко | …                  | …                           |            |
| 102 | Роговик Шмальгаузена Cerastium schmalhausenii Pacz., syn. Cerastium pseudobulgaricum Klokov                                                                   | На пісках — на півдні Степу, дуже рідко (низовини Південного Буга) | …                  | …                           |            |
| 103 | Роговик п'ятитичинковий Cerastium semidecandrum L., syn. Cerastium heterotrichum Klokov, Cerastium rotundatum Schur, Cerastium balearicum F.Herm.             | На відкритих місцях — майже по всій Україні, звичайно | …                  | …                           |            |
| 104 | ? Corrigiola litoralis L. | Наводиться для Прикарпаття (Tsvelev 2004b) та Криму, можливо помилково | [ 27 ]             | …                           |            |
| 105 | Роговиця тристовпчикова Dichodon cerastoides (L.) Rchb. | У високогір'ї Карпат, рідко. У ЧКУ має статус «рідкісний» | [ 29 ]             | …                           |            |
| 106 | Роговиця сумнівна Dichodon dubium (Bast.) Ikonn., syn. Dichodon viscidum (M.Bieb.) Holub, Stellaria viscida M.Bieb.                                           | У вологих місцях — у Степу і Криму, нерідко | [ 30 ]             | …                           |            |
| 107 | Dianthus bicolor Adams | У Причорномор'ї та Приазов'ї | [ 27 ]             | …                           |            |
| 108 | Dianthus elongatus C.A.Mey. | У Лісостепу (південь), Степу, Донецькому Злаково-Лучному Степу та Криму (переважно Тарханкутський і Керченський півострови) | [ 27 ]             | …                           |            |
| 109 | Dianthus pinifolius Sm. | Наводиться для Криму (околиць Севастополя) на основі гербарного зразка, зібраного Н. Н. Цвелевим у 1983 році, а також кількох зразків старих зборів минулого і позаминулого століть                                                   | [ 27 ]             | …                           |            |
| 110 | Гвоздики піскові Dianthus arenarius L., у т. ч. Dianthus borussicus (Vierh.) Juz., Dianthus pseudoserotinus Błocki, Dianthus pseudosquarrosus (Novák) Klokov  | На пісках і на кам'янистих схилах — на Поліссі та Лісостепу, звичайно | [ 31 ]             | …                           |            |
| 111 | Гвоздики Маршалла Dianthus marschallii Schischk. | На степових і кам'янистих схилах — у Криму, часто | …                  | …                           |            |
| 112 | Гвоздики пізні Dianthus serotinus Waldst. & Kit. | На пісках і на кам'янистих схилах — у західному Поліссі, розсіяно | …                  | …                           |            |
| 113 | Гвоздики пучкуваті Dianthus armeria L. | У лісах, на узліссях, серед чагарників — у Поліссі та Лісостепу, звичайно; у Карпатах, Криму, зрідка | [ 32 ]             | …                           |            |
| 114 | Гвоздики бородаті Dianthus barbatus L., у т. ч. Dianthus compactus Kit. ex Schult.                                                                            | У садах і парках часто дичавіє — по всій території | …                  | …                           |            |
| 115 | Гвоздики несправжньопучкуваті Dianthus pseudarmeria M.Bieb.                                                                                                   | На кам'янистих і степових схилах — на півдні Лісостепу, у Степу і Криму, звичайно | …                  | …                           |            |
| 116 | Гвоздики бессарабські Dianthus bessarabicus (Kleopow) Klokov                                                                                                  | На пісках — на півдні Степу, дуже рідко (Одеська обл., околиці м. Кілії та с. Вилкове). У ЧКУ має статус «зникаючий» | [ 33 ]             | …                           |            |
| 117 | Гвоздики Борбаша Dianthus borbasii Vandas, у т. ч. Dianthus capitellatus Klokov                                                                               | На пісках у борах — у Поліссі та Лісостепу, спорадично | …                  | …                           |            |
| 118 | Гвоздики голівчасті Dianthus capitatus J.St.-Hil., у т. ч. Dianthus andrzejejowskianus (Zapał.) Kulcz.                                                        | На трав'янистих та кам'янистих схилах — у Криму, звичайно | …                  | …                           |            |
| 119 | Гвоздики картузійські Dianthus carthusianorum L., у т. ч. Dianthus carpathicus Woł., Dianthus commutatus (Zapał.) Klokov, Dianthus polonicus Zapał.           | На гірських луках, узліссях, у чагарниках — а Закарпатті, Прикарпатті та Карпатах, звичайно; у Правобережному Лісостепу, розсіяно | …                  | …                           |            |
| 120 | Гвоздики пагорбові Dianthus collinus Waldst. & Kit., у т. ч. Dianthus glabriusculus (Kit.) Borbás                                                             | На сухих луках та трав'янистих схилах — на Закарпатті, Карпатах та Прикарпатті | …                  | …                           |            |
| 121 | Dianthus giganteiformis (Borbás) Heinr.Braun, syn. Dianthus rogowiczii Kleopow                                                                                | У лісах, серед чагарників — у Правобережному Поліссі та Лісостепу, дуже рідко (Тернопільська обл., ок. с. Полонне; Житомирська обл., ок. Бердичева)                                                                                   | …                  | …                           |            |
| 122 | Гвоздики перетинчасті Dianthus membranaceus Borbás | У степах, на узліссях лісів, серед чагарників — у Прикарпатті (ок. Чернівців, Сторожинецький та Глибоцький р-ни), Правобережного Лісостепу і Степу, розсіяно                                                                          | …                  | …                           |            |
| 123 | Dianthus polymorphus M.Bieb., syn. Dianthus platyodon Klokov                                                                                                  | На пісках — на півдні Лісостепу, у Степу, звичайно | …                  | …                           |            |
| 124 | Гвоздики загостренолисті Dianthus spiculifolius Schur | На вапнякових скелях — у Карпатах, дуже рідко; вказано для Буковини | …                  | …                           |            |
| 125 | Гвоздики пишні Dianthus superbus L., у т. ч. Dianthus speciosus (Rchb.) Rchb., Dianthus stenocalyx Trautv. ex Juz.                                            | У розріджених лісах, на узліссях, луках, на високогірних луках, скелях — на Поліссі, Лісостепу, звичайно, у Карпатах, рідко (Чівчини)                                                                                                 | …                  | …                           |            |
| 126 | Гвоздики трипучкові Dianthus trifasciculatus Kit. ex Schult., у т. ч. Dianthus euponticus Zapał.                                                              | У степах, узліссях лісів, серед чагарників — на півдні Лісостепу, у західній частині Степу, нечасто | …                  | …                           |            |
| 127 | Гвоздики польові Dianthus campestris M.Bieb., у т. ч. Dianthus laevigatus (Gruner) Klokov                                                                     | На лісових галявинах, схилах і пісках — у Поліссі, Лісостепу, звичайно; у Степу, рідко | [ 2 ]              | …                           |            |
| 128 | Гвоздики Ївги Dianthus eugeniae Kleopow | На узліссях лісів, серед чагарників і на схилах — у Лівобережному Лісостепу, зрідка | …                  | …                           |            |
| 129 | Гвоздики китайські Dianthus chinensis L., syn. Dianthus fischeri Spreng., Dianthus versicolor Fisch. ex Link                                                  | На узліссях лісів і відкритих схилах — на Поліссі, звичайно; у Лісостепу, рідше; поодинокі місця знаходження в пн. Криму | …                  | …                           |            |
| 130 | Гвоздики плямисті Dianthus guttatus M.Bieb. | У степах і на луках — на півдні Степу, звичайно | …                  | …                           |            |
| 131 | Гвоздики вугільні Dianthus carbonatus Klokov | На кам'янистих степах, вапняках і сланцях — у Лісостепу, Степу та Криму, розсіяно | [ 34 ]             | …                           |            |
| 132 | Гвоздики крапчасті Dianthus deltoides L. | На луках, лісових узліссях — у б. ч. території крім південних степових районів та Криму | …                  | …                           |            |
| 133 | Гвоздики низькі Dianthus humilis Willd. ex Ledeb. | На сухих схилах, кам'янистих місцях | …                  | …                           |            |
| 134 | Гвоздики південнобузькі Dianthus hypanicus Andrz. | На гранітних схилах та оголеннях — у Правобережному Степу, нечасто (Миколаївська, Одеська та Кіровоградська обл.). У ЧКУ має статус «вразливий»                                                                                       | …                  | …                           |            |
| 135 | Гвоздики бліді Dianthus pallens M.Bieb., syn. Dianthus maeoticus Klokov, Dianthus pallidiflorus Ser.                                                          | На степах, кам'янистих схилах — на пд-с. ч. Степу (Приазов'я), звичайно | …                  | …                           |            |
| 136 | Гвоздики жорсткі Dianthus rigidus M.Bieb. | На сухих схилах — у Криму, дуже рідко, у передгір'ї (ок. с. Тарки) | …                  | …                           |            |
| 137 | Гвоздики ланцетні Dianthus lanceolatus Steven ex Rchb. | На степах і схилах, часто кам'янистих — на півдні Лісостепу, у Степу та в Криму, звичайно | [ 35 ]             | …                           |            |
| 138 | Гвоздики відстовбурчені Dianthus squarrosus M.Bieb. | На пісках — у Лісостепу і Степу, нерідко в басейнах Дніпра і Сіверського Дінця | [ 36 ]             | …                           |            |
| 139 | Лищиця пагорбова Gypsophila collina Steven ex Ser. | На вапнякових відслоненнях — у півд. ч. Лісостепу, Правобережному Степу і Криму, спорадично | [ 37 ]             | …                           |            |
| 140 | Лищиця струнка Gypsophila elegans M.Bieb. | На кам'янистих схилах, прибережних галечниках — у Криму | …                  | …                           |            |
| 141 | Лищиця пучкувата Gypsophila fastigiata L. | У світлих лісах, на кам'янистих схилах — на Поліссі, Прикарпатті (між Дністром і Прутом), нерідко; у пн.-зх. Лісостепу, спорадично | …                  | …                           |            |
| 142 | Лищиця купчаста Gypsophila glomerata Pall. ex Adams | На кам'янистих схилах — у Степу, дуже рідко. У ЧКУ має статус «вразливий» | …                  | …                           |            |
| 143 | Лищиця Палляса Gypsophila pallasii Ikonn. | На кам'янистих відслоненнях, на лесових схилах — у Криму, звичайно; у Степу, рідко | …                  | …                           |            |
| 144 | Лищиця волотиста Gypsophila paniculata L. | На степових схилах, узліссях лісів, у піщаних місцях — на Поліссі, Лісостепу, Степу та пн. Криму, звичайно; занесено на Закарпаття (ок. Ужгорода)                                                                                     | …                  | …                           |            |
| 145 | Лищиця пронизанолиста Gypsophila perfoliata L. | На солонцюватих луках, пісках і крейдяних схилах — на півдні Лісостепу, у Степу, спорадично; у Криму, рідко | …                  | …                           |            |
| 146 | Лищиця зміячколиста Gypsophila scorzonerifolia Ser. | У вологих засолених піщаних місцях — у Донецькому Лісостепу, дуже рідко (ок. м. Слов'янськ) | …                  | …                           |            |
| 147 | Лищиця малонасінна Gypsophila oligosperma Krasnova | На кам'янистих степах, на оголеннях гірських порід — у Лісостепу, Степу, спорадично | [ 32 ]             | …                           |            |
| 148 | Лищиця дністровська Gypsophila thyraica Krasnova | На степових схилах, на вапняках — у 3. Поліссі та Лісостепу, рідко (у Хмельницькій та Тернопільській обл.). У ЧКУ має статус «вразливий»                                                                                              | …                  | …                           |            |
| 149 | Лищичка польова Psammophiliella muralis (L.) Ikonn., у т. ч. Psammophiliella stepposa (Klokov) Ikonn.                                                         | На степових схилах, біля доріг, бур'ян — майже на всій, часто | [ 32 ]             | …                           |            |
| 150 | Heliosperma alpestre (Jacq.) Rchb., syn. Heliosperma arcanum Zapał., Silene alpestris Jacq.                                                                   | В ущелинах вапнякових скель — у 3. Лісостепу, рідко (Тернопільська обл., ок. с. Заліщики, над Дністром) | [ 37 ]             | …                           |            |
| 151 | Heliosperma carpaticum (Zapał.) Klokov | У Карпатах (переважно в субальпійському і альпійському поясах) | [ 27 ]             | …                           |            |
| 152 | Остудник голий Herniaria glabra L., syn. Herniaria kotovii Klokov                                                                                             | На відкритих місцях бур'ян — майже по всій території, спорадично | [ 23 ]             | …                           |            |
| 153 | Остудник шорсткий Herniaria hirsuta L. | На піщаних схилах та відкритих місцях — на півдні Степу, дуже рідко (Одеська обл., ок. м. Овідіополь) | …                  | …                           |            |
| 154 | Остудник сірий Herniaria incana Lam., syn. Herniaria besseri Fisch. ex Hornem.                                                                                | На степах і кам'янистих відслоненнях — на півдні Лісостепу і в Степу, часто; у Криму, рідко | …                  | …                           |            |
| 155 | Остудник полігамний Herniaria polygama J.Gay, syn. Herniaria euxina Klokov                                                                                    | На відкритих місцях, у соснових лісах — у Поліссі, зрідка; у Лісостепу і на півночі Степу, спорадично | [ 38 ]             | …                           |            |
| 156 | Костянець парасольковий Holosteum umbellatum L., у т. ч. Holosteum glutinosum (M.Bieb.) Fisch. & C.A.Mey., Holosteum subglutinosum Klokov                     | На степах, сухих схилах — майже на всій території, спорадично | [ 26 ]             | …                           |            |
| 157 | Cherleria eglandulosa (Fenzl) Fedor., у т. ч. Minuartia eglandulosa (Fenzl) Klokov                                                                            | На кам'янистих схилах — у Криму, дуже рідко (гора Чатирдаг) | [ 26 ]             | …                           |            |
| 158 | Мокричник залозистоволосистий Minuartia adenotricha Schischk.                                                                                                 | На скелях — у Криму, спорадично | [ 26 ]             | …                           |            |
| 159 | Мокричник шорсткий Minuartia hirsuta (M.Bieb.) Hand.-Mazz. | На луках, кам'янистих схилах — у Криму, нечасто | …                  | …                           |            |
| 160 | Мокричник причорноморський Minuartia euxina Klokov | На кам'янистих схилах та скелях — у передгірній ч. Криму та на Карадазі | [ 39 ]             | …                           |            |
| 161 | Мокричник купчастий Minuartia glomerata (M.Bieb.) Degen | На сухих відкритих місцях — у Правобережному Лісостепу, Степу та Криму, спорадично | …                  | …                           |            |
| 162 | Мокричник гірський Minuartia montana L., у т. ч. Minuartia wiesneri (Stapf) Schischk.                                                                         | На кам'янистих схилах — у Криму, передгір'ях і на ПБК, зрідка | …                  | …                           |            |
| 163 | Мокричник щетинястий Minuartia setacea (Thuill.) Hayek, у т. ч. Minuartia aucta Klokov, Minuartia leiosperma Klokov, Minuartia thyraica (Zapał.) Klokov       | На кам'янистих оголеннях і пісках — у пд. р. Полісся, Лісостепу та Степу | …                  | …                           |            |
| 164 | Minuartia pauciflora (Kit.) Dvořáková, у т. ч. Minuartia zarencznyi (Zapał.) Klokov                                                                           | На скелях, на кам'янистих схилах — у Карпатах, рідко (хребет Свидовець, гори Близниця, Петрос, Рахівський р-н, с. Ділове) | …                  | …                           |            |
| 165 | Minuartia hamata (Hausskn.) Mattf., syn. Queria hispanica L.                                                                                                  | На кам'янистих схилах — у Криму, рідко (ок. м. Євпаторія, гора Опук на Керченському півострові) | [ 40 ]             | …                           |            |
| 166 | Sabulina bilykiana (Klokov) Dillenb. & Kadereit, syn. Minuartia bilykiana Klokov                                                                              | На вологих піщаних місцях — у Степу, дуже рідко (Одеська обл., Белградський р-н.) | [ 39 ]             | …                           |            |
| 167 | Sabulina oxypetala (Woł.) Mosyakin & Fedor., syn. Minuartia oxypetala (Woł.) Kulcz.                                                                           | На кам'янистих схилах — у Карпатах, рідко. У ЧКУ має статус «зникаючий» | …                  | …                           |            |
| 168 | Sabulina taurica (Steven) Dillenb. & Kadereit, syn. Minuartia taurica (Steven) Graebn.                                                                        | На кам'янистих схилах — у Криму, зрідка; ендемік Криму | …                  | …                           |            |
| 169 | Sabulina pseudohybrida (Klokov) Mosyakin & Fedor., syn. Minuartia pseudohybrida Klokov                                                                        | На кам'янистих відкритих місцях — на пд.-зх. ч. Криму (ок. Фороса, Ялти, Гурзуфа) | [ 24 ]             | …                           |            |
| 170 | Sabulina tenuifolia (L.) Rchb., у т.ч. Minuartia birjuczensis Klokov, Minuartia hybrida (Vill.) Schischk., Minuartia hypanica Klokov                          | На відкритих місцях, трав'янистих схилах — у Правобережному Степу, нечасто (Одеська, Миколаївська та Херсонська обл.) | …                  | …                           |            |
| 171 | Sabulina verna (L.) Rchb., syn. Minuartia verna (L.) Hiern | У Карпатах. У ЧКУ має статус «рідкісний» | [ 27 ]             | …                           |            |
| 172 | Sabulina viscosa (Schreb.) Rchb., syn. Minuartia piskunovii Klokov                                                                                            | На піщаних схилах, відкритих місцях — у пд.-сх. Поліссі, Лівобережному Лісостепу та Степу, розсіяно | [ 41 ]             | …                           |            |
| 173 | Меринґія південнобузька Moehringia hypanica Grin & Klokov | На гранітних відслоненнях — у Правобережному Степу, дуже рідко (Одеська обл., ок. Вознесенська, по Пд. Бугу). У ЧКУ має статус «рідкісний»                                                                                            | [ 24 ]             | …                           |            |
| 174 | Меринґія бокоцвіта Moehringia lateriflora (L.) Fenzl | У лісах, серед чагарників — у Лівобережному Поліссі, дуже рідко (Чернігівська область) | …                  | …                           |            |
| 175 | Меринґія мохувата Moehringia muscosa L. | У гірських лісах, на вологих скелях — у Карпатах | …                  | …                           |            |
| 176 | Меринґія трижилкова Moehringia trinervia (L.) Clairv. | У світлих лісах, серед чагарників, на трав'янистих схилах — у Карпатах, Поліссі, Лісостепу і Криму, звичайно; у Степу, рідко | …                  | …                           |            |
| 177 | Загнітник головчастий Paronychia cephalotes (M.Bieb.) Besser, у т. ч. Paronychia pontica (Borhidi) Chaudhri, Paronychia taurica Borhidi & Sikura              | На кам'янистих схилах, на відслоненнях — на півдні Степу і в Криму, часто; у Лісостепу, спорадично | [ 42 ]             | …                           |            |
| 178 | Гвоздичник розрослий Petrorhagia prolifera (L.) P.W.Ball & Heywood, syn. Kohlrauschia prolifera Kunth                                                         | На відкритих сухих схилах — у Правобережному Лісостепу і Степу, рідко (в Тернопільській, Вінницькій та Одеській обл.) | [ 26 ]             | …                           |            |
| 179 | Гвоздичник ломикаменевий Petrorhagia saxifraga (L.) Link | На сухих схилах, у кам'янистих місцях — культивують як декоративну, дичавіє, рідко (околиці Києва, Умані, Маріуполя, Ялти) | …                  | …                           |            |
| 180 | Моховинка безпелюсткова Sagina apetala Ard. | На луках, полонинах — у зх. та пд. ч. Поділля, Причорномор'я, дуже рідко | [ 26 ]             | …                           |            |
| 181 | Моховинка вузлувата Sagina nodosa (L.) Fenzl | На вологих місцях у лісах, на болотах у Поліссі, лісостепу, спорадично | …                  | …                           |            |
| 182 | Моховинка лежача Sagina procumbens L. | На луках, вологих місцях — по всій території, звичайно, але в пд. р-нах рідше | …                  | …                           |            |
| 183 | Моховинка скельна Sagina saginoides (L.) H.Karst. | На вологих місцях у високогір'ї Карпат (хребти Чорногора, Свидовець, Чивчини), зрідка | …                  | …                           |            |
| 184 | Собаче мило клейке Saponaria glutinosa M.Bieb. | На відкритих сухих схилах, у світлих лісах, на оголеннях — у гірському Криму, особливо часто на ПБК | [ 2 ]              | …                           |            |
| 185 | Собаче мило лікарське Saponaria officinalis L. | Серед чагарників, на узліссях, пісках по берегах річок та озер, бур'ян — по всій території, на півдні та в Криму, рідше | …                  | …                           |            |
| 186 | Червець однорічний Scleranthus annuus L., у т. ч. Scleranthus syvaschicus Kleopow, Scleranthus tauricus, Scleranthus verticillatus Tausch                     | На відкритих місцях бур'ян — майже по всій території, як правило; у Степу, рідко | [ 42 ]             | …                           |            |
| 187 | Червець багаторічний Scleranthus perennis L. | На пагорбах, у соснових лісах — у Поліссі, Прикарпатті, звичайно; у Лісостепу і Криму, зрідка | …                  | …                           |            |
| 188 | Червець гачкуватий Scleranthus uncinatus Schur | У піщаних місцях — у Карпатах | …                  | …                           |            |
| 189 | Silene crispata Steven, syn. Oberna crispata (Steven) Ikonn.                                                                                                  | У Гірському Криму | [ 27 ]             | …                           |            |
| 190 | Silene otites (L.) Wibel, у т. ч. Otites cuneifolius Raf. | У західній частині України (Тернопільська, Рівненська області) | [ 27 ]             | …                           |            |
| 191 | Silene maeotica (Klokov) Czerep., syn. Otites maeoticus Klokov                                                                                                | У Приазов'ї | [ 27 ]             | …                           |            |
| 192 | Silene thymifolia Sm. | У Присивашші (Херсонська область) | [ 27 ]             | …                           |            |
| 193 | Смілка дніпровська Silene borysthenica (Gruner) Walters, Otites borysthenicus Klokov                                                                          | На степових схилах, узліссях — майже на всій території, крім Карпат, спорадично | [ 43 ]             | …                           |            |
| 194 | Смілка середня Silene media (Litv.) Kleopow, Otites medius (Litv.) Klokov                                                                                     | На пісках, степах, схилах — у Лівобережному Степу, рідко (Дніпропетровська та Донецька обл.) | …                  | …                           |            |
| 195 | Смілка зеленкувата Silene chlorantha (Willd.) Ehrh. | На трав'янистих схилах, у світлих місцях — на всій території, звичайно | …                  | …                           |            |
| 196 | Смілка вилчаста Silene dichotoma Ehrh. | На відслоненнях, бур'ян — у Закарпатті, Прикарпатті, півд. ч. Лісостепу, Поліссі, рідко; у Степу і Криму, звичайно | …                  | …                           |            |
| 197 | Смілка італійська Silene italica (L.) Pers. | Серед чагарників, у світлих лісах — у Криму, рідко | …                  | …                           |            |
| 198 | Смілка рясноцвіта Silene multiflora (Ehrh.) Pers. | У степу, на луках, солонцюватих схилах — у Лісостепу та Степу, спорадично | …                  | …                           |            |
| 199 | Смілка гайова Silene nemoralis Waldst. & Kit. | У світлих лісах — у Прикарпатті, Закарпатті, рідко | …                  | …                           |            |
| 200 | Смілка поникла Silene nutans L. | На узліссях, у світлих лісах — у Карпатах, Поліссі, Лісостепу, як правило; на півночі Степу, рідко | …                  | …                           |            |
| 201 | Смілка сибірська Silene sibirica (L.) Pers., syn. Otites sibiricus (L.) Raf.                                                                                  | На степах, вапнякових схилах — на півдні Лісостепу, півночі Степу, дуже рідко (в Дніпропетровській, Одеській, Миколаївській і Донецькій обл.)                                                                                         | …                  | …                           |            |
| 202 | Смілка татарська Silene tatarica (L.) Pers. | Біля берегів річок, серед чагарників, на узліссях лісу — на всій території, спорадично; крім південного Степу й гірських районів | …                  | …                           |            |
| 203 | Смілка зеленоцвіта Silene viridiflora L. | У лісах, чагарниках, на галявинах — у Закарпатті (село Малий Березний), гірському Криму (ПБК і пояс букових лісів), дуже рідко. У ЧКУ має статус «рідкісний»                                                                          | …                  | …                           |            |
| 204 | Смілка Гельманна Silene hellmannii Claus, Otites hellmannii (Claus) Klokov, Otites krymensis (Kleopow) Klokov                                                 | На кам'янистих відслоненнях і крейдяних схилах — у Степу й передгір'ях Криму | [ 44 ]             | …                           |            |
| 205 | Смілка херсонська Silene chersonensis (Zapał.) Kleopow, Otites artemisetorum Klokov, Otites chersonensis (Zapał.) Klokov, Otites moldavicus Klokov            | У полиновому степу та на літоралі Чорного та Азовського морів — на півдні Степу | [ 45 ]             | …                           |            |
| 206 | Смілка густоцвіта Silene densiflora d'Urv., Otites densiflorus (d'Urv.) Grossh., Otites dolichocarpus Klokov                                                  | На відкритих схилах, пісках, серед чагарників — у Лісостепу, Степу, Криму, спорадично | …                  | …                           |            |
| 207 | Смілка червона Silene dioica (L.) Clairv., syn. Melandrium dioicum (L.) Coss. & Germ.                                                                         | На луках, серед чагарників, бур'ян — у Закарпатті, Карпатах та Прикарпатті, як правило; у рівнинних р-нах Криму, рідко | …                  | …                           |            |
| 208 | Смілка донецька Silene donetzica Kleopow, Otites donetzicus (Kleopow) Klokov                                                                                  | На узліссях, кам'янистих схилах — на південному сході, спорадично | …                  | …                           |            |
| 209 | Смілка Ївги Silene eugeniae Kleopow, Otites eugeniae (Kleopow) Klokov                                                                                         | У степу, на луках, по схилах — у Правобережному та Західному Лісостепу, спорадично; у Лівобережному Поліссі (ок. Остра) | …                  | …                           |            |
| 210 | Смілка висока Silene exaltata Friv., Otites exaltatus (Friv.) Holub                                                                                           | У степах, світлих лісах, на схилах — у Лісостепу, Степу, Криму, спорадично | …                  | …                           |            |
| 211 | Silene flos-cuculi (L.) Greuter & Burdet, syn. Coccyganthe flos-cuculi (L.) Rchb.                                                                             | На вологих луках, лісових узліссях, болотах — на всій території, спорадично, крім крайнього півдня | …                  | …                           |            |
| 212 | Смілка нічна Silene noctiflora L., syn. Elisanthe noctiflora (L.) Rupr.                                                                                       | У чагарниках, на узліссях лісів — на всій території, спорадично; у південних районах, рідко | …                  | …                           |            |
| 213 | Смілка липка Silene viscosa (L.) Pers., syn. Carpophora viscosa (L.) Tzvelev                                                                                  | На відкритих місцях, степах — у Лісостепу, Степу та північному Криму, спорадично | …                  | …                           |            |
| 214 | Смілка волзька Silene wolgensis (Hornem.) Otth, Otites orae-syvashicae Klokov, Otites wolgensis (Hornem.) Grossh.                                             | На степах, кам'янистих відслоненнях, на солонцях — у Лівобережному Лісостепу, Степу, звичайно; у сх. ч. Правобережного Степу, рідко                                                                                                   | …                  | …                           |            |
| 215 | Смілка Завадського Silene zawadzkii Herbich, syn. Silenanthe zawadzkii (Herbich) Griseb. & Schenk                                                             | На високогірних кам'янистих місцях — у Карпатах (Чернівецька та Івано-Франківська обл.). У ЧКУ має статус «зникаючий» | …                  | …                           |            |
| 216 | Смілка конічна Silene conica L. | На сухих схилах, пісках — у Степу, Криму, нерідко | [ 40 ]             | …                           |            |
| 217 | Смілка лежача Silene procumbens Murray, syn. Oberna procumbens (Murray) Ikonn.                                                                                | На заплавних луках, на берегах річок, на алювіальних пісках — на південному сході, рідко | …                  | …                           |            |
| 218 | Смілка напівконічна Silene subconica Friv., syn. Pleconax subconica (Friv.) Šourková                                                                          | На сухих схилах, на пісках, бур'ян — у Степу, Криму, нерідко | …                  | …                           |            |
| 219 | Смілка крейдяна Silene cretacea Fisch. ex Spreng. | На відслоненнях крейди — на південному сході, рідко (Харківська, Луганська, Донецька області). У ЧКУ має статус «вразливий» | [ 25 ]             | …                           |            |
| 220 | Смілка яйлинська Silene jailensis N.I.Rubtzov | На кам'янистих вапнякових схилах — у Криму, дуже рідко (Гурзуфська яйла). У ЧКУ має статус «зникаючий» | …                  | …                           |            |
| 221 | Смілка шпергелелиста Silene spergulifolia (Willd.) M.Bieb., у т. ч. Silene syreistschikowii P.A.Smirn.                                                        | На кам'янистих відслоненнях, пісках — у Степу, спорадично | …                  | …                           |            |
| 222 | Смілка приземкувата Silene supina M.Bieb. | На кам'янистих відслоненнях, пісках — у Степу, спорадично | …                  | …                           |            |
| 223 | Смілка довгоцвіта Silene bupleuroides L., у т. ч. Silene ucrainica Klokov                                                                                     | На степових схилах, оголеннях — у Степу та Криму, нерідко | …                  | …                           |            |
| 224 | Смілка звичайна Silene vulgaris (Moench) Garcke, syn. Oberna behen (L.) Ikonn., Oberna commutata (Guss.) Ikonn.                                               | У світлих лісах, на узліссях, серед чагарників — майже вся територія, спорадично | …                  | …                           |            |
| 225 | Смілка французька Silene gallica L. | Переважно в західних районах, на Поліссі, в околицях Києва | [ 46 ]             | …                           |            |
| 226 | Silene coronaria (L.) Clairv. | У лісах, серед чагарників — у Криму; культивують і дичавіє (Карпати, зх. Лісостеп) | [ 45 ]             | …                           |            |
| 227 | Silene baccifera (L.) Durande, syn. Cucubalus baccifer L. | На річкових галявинах, вологих лісах, серед чагарників — на всій території, звичайно; у півд. р-нах, рідше | [ 37 ]             | …                           |            |
| 228 | Смілка широколиста Silene latifolia Poir., syn. Melandrium latifolium (Poir.) Maire, у т. ч. Melandrium album (Mill.) Garcke, Melandrium eriocalycinum Boiss. | На луках, серед чагарників, бур'ян — по всій території, спорадично | …                  | …                           |            |
| 229 | Смілка боболиста Silene csereii Baumg., syn. Oberna csereii (Baumg.) Ikonn.                                                                                   | Переважно в південній та південно-східній частинах України, рідше в інших районах як занесена рослина (Хмельницька, Чернівецька, Київська, Черкаська, Харківська області); наводиться також для Закарпаття (низовини)                 | [ 27 ]             | …                           |            |
| 230 | Смілка Ситника Silene sytnikii Krytzka, Novosad & Protop. | Населяє відшарування гранітів, скелі, кам'янистощебенисті ґрунти — відроги Придніпровської височини в межах підзони різнотравно-типчаково-ковилових степів Миколаївщини. У ЧКУ має статус «вразливий»                                 | ЧКУ                | …                           |            |
| 231 | Stellaria aquatica (L.) Scop., syn. Myosoton aquaticum (L.) Moench                                                                                            | На берегах, сирих луках, іноді бур'ян — майже по всій території, звичайно; у Закарпатті та Карпатах, рідко | [ 28 ]             | …                           |            |
| 232 | Шпергель польовий Spergula arvensis L., у т. ч. Spergula maxima Weihe                                                                                         | На пісках, бур'ян — у Карпатах, Поліссі та на півночі Лісостепу | [ 42 ]             | …                           |            |
| 233 | Шпергель весняний Spergula morisonii Boreau | На піщаних відкритих місцях, у соснових лісах — у Поліссі, дуже рідко (Житомирська область, околиці села Федорівка, Київська область, околиці села Старосілля)                                                                        | …                  | …                           |            |
| 234 | Шпергель п'ятитичинковий Spergula pentandra L. | На піщаних відкритих місцях, у соснових лісах — у Лівобережному Поліссі та Правобережному Лісостепу, дуже рідко | …                  | …                           |            |
| 235 | Стелюшок приморський Spergularia marina (L.) Besser | На солончаках, солонцях, морським узбережжям — на південному сході, часто | [ 42 ]             | …                           |            |
| 236 | Стелюшок середній Spergularia media (L.) C.Presl | На солонцях, солончаках, морському узбережжі — у Лісостепу, рідко; у Степу і Криму, звичайно | …                  | …                           |            |
| 237 | Стелюшок червоний Spergularia rubra (L.) J.Presl & C.Presl | На піщаних відкритих місцях, бур'ян — майже на всій території звичайний; на півдні, рідко | …                  | …                           |            |
| 238 | Зірочник багновий Stellaria alsine Grimm, у т. ч. Stellaria uliginosa Murray                                                                                  | На вологих берегах — у Карпатах, Прикарпатті, Поліссі, часто | [ 47 ]             | …                           |            |
| 239 | Зірочник товстолистий Stellaria crassifolia Ehrh. | На вологих луках і болотах — на Поліссі та Лісостепу, спорадично; у Степу, рідко | …                  | …                           |            |
| 240 | Зірочник злакоподібний Stellaria graminea L., у т. ч. Stellaria fragilis Klokov, Stellaria hippoctona (Czern.) Klokov                                         | На трав'янистих схилах, на луках — на всій території, звичайно | …                  | …                           |            |
| 241 | Зірочник тупочашечковий Stellaria hebecalyx Fenzl | На луках, у соснових лісах — на Поліссі, рідко (ок. с. Колесники Житомирської обл., Овруцького р-ну, ок. Києва); у Карпатах, одинично (Чернівецька обл., Путильський р-н, гора Шипіт)                                                 | …                  | …                           |            |
| 242 | Rabelera holostea (L.) M.T.Sharples & E.A.Tripp, syn. Stellaria holostea L.                                                                                   | У лісах, серед чагарників — у б. ч. території, крім gl. Степу та Криму | …                  | …                           |            |
| 243 | Зірочник довголистий Stellaria longifolia Muhl. ex Willd. | У вологих лісових місцях — у Карпатах, рідко | …                  | …                           |            |
| 244 | Зірочник болотяний Stellaria palustris Ehrh. ex Hoffm. | На вологих торф'янистих луках, торф'яних болотах — у Поліссі, звичайно; у Лісостепу, спорадично; у Степу, дуже рідко | …                  | …                           |            |
| 245 | Зірочник середній Stellaria media (L.) Vill., syn. Alsine media L.                                                                                            | Майже по всій території, звичайно | [ 28 ]             | …                           |            |
| 246 | Зірочник занедбаний Stellaria neglecta (Lej.) Weihe, syn. Alsine neglecta Lej.                                                                                | У лісах, серед чагарників, бур'ян — на пд. Степу, рідко (ок. Миколаєва, Одеси); у Криму, у передгір'ях та на ПБК | …                  | …                           |            |
| 247 | Зірочник гайовий Stellaria nemorum L., у т. ч. Hylebia nemorum Fourr.                                                                                         | У лісах — на Закарпатті, Карпатах, Прикарпатті, Поліссі, часто; у Лісостепу, рідко | …                  | …                           |            |
| 248 | Stellaria apetala Ucria, syn. Stellaria pallida (Dumort.) Crép., Alsine pallida Dumort.                                                                       | На схилах, бур'ян — на півдні Степу (ок. Херсона, Миколаєва), на ПБК, рідко | …                  | …                           |            |
| 249 | Gypsophila vaccaria (L.) Sm., syn. Vaccaria hispanica (Mill.) Rauschert                                                                                       | На відкритих місцях, бур'ян — на всій території | …                  | …                           |            |
| 250 | Dianthus nudiflorus Griff., syn. Velezia rigida L. | У відкритих місцях, у світлих лісах — у Криму, звичайно | [ 2 ]              | …                           |            |
| 251 | Смолянка липка Viscaria vulgaris Bernh., syn. Silene viscaria (L.) Borkh.                                                                                     | На відкритих схилах, на узліссях лісів, засмічених луках — спорадично на б. ч. території, але в Криму, Карпатах та на півдні Степу рідко                                                                                              | [ 40 ]             | …                           |            |
| 252 | Альдрованда пухирчаста Aldrovanda vesiculosa L. | У стоячих водоймах (в озерах) та річках — у Прикарпатті, Поліссі, Лісостепу, спорадично, та Степу (у водозборі Дніпра, гирлі Дунаю). У ЧКУ має статус «рідкісний»                                                                     | [ 48 ]             | Росичкові Droseraceae       |            |
| 253 | Росичка англійська Drosera anglica Huds., у т. ч. Drosera longifolia L.                                                                                       | На сфагнових болотах, торфовищах — на Поліссі та Лісостепу | …                  | …                           |            |
| 254 | Росичка середня Drosera intermedia Hayne | На сфагнових болотах — на Поліссі та пн. ч. Лісостепу, зрідка, переважно на Правобережжі. У ЧКУ має статус «вразливий» | …                  | …                           |            |
| 255 | Росичка круглолиста Drosera rotundifolia L. | На сфагнових болотах, торфовищах — на Поліссі та пн. ч. Лісостепу, звичайно; у Карпатах та пн. ч. Лівобережного Степу, зрідка (Харківська обл., Чугуївський р-н, смт Печеніги)                                                        | …                  | …                           |            |
| 256 | Франкенія шорстка Frankenia hirsuta L. | На солончаках — у Степу (на півдні), Криму, досить звичайно | [ 49 ]             | Франкенієві Frankeniaceae   |            |
| 257 | Франкенія припорошена Frankenia pulverulenta L. | На солончаках — у Степу (на півдні); на узбережжі Сиваша, Азовського моря та солоних озер, у пн. ч. Криму (Джанкою, Євпаторія та ін.), зрідка. У ЧКУ має статус «вразливий»                                                           | …                  | …                           |            |
| 258 | М'яковолосець лядвенцевий Glinus lotoides L. | На пісках — на крайньому південному заході України (ок. м. Рені Одеської обл.) | [ 50 ]             | М'якотравцеві Molluginaceae |            |
| 259 | Hypertelis cerviana (L.) Thulin, syn. Mollugo cerviana (L.) Ser.                                                                                              | На вологих піщаних місцях — у Лісостепу та Степу, звичайний | [ 51 ]             | …                           |            |
| 260 | Рядник звичайний Armeria maritima (Mill.) Willd., у т. ч. Armeria elongata (Hoffm.) W.D.J.Koch                                                                | На сухих луках та лісових галявинах — у Закарпатті, Карпатах, Прикарпатті, 3. Поліссі | [ 52 ]             | Кермекові Plumbaginaceae    |            |
| 261 | Кермечник Бессера Goniolimon besserianum (Schult. ex Rchb.) Kusn.                                                                                             | На кам'янистих та засолених ґрунтах, у степах, на степових схилах — у правобережних степових р-нах та суміжній частині Лісостепу | [ 52 ]             | …                           |            |
| 262 | Кермечник злаколистий Goniolimon graminifolium (Aiton) Boiss., у т. ч. Goniolimon desertorum (Trautv.) Klokov                                                 | На кам'янистих степових схилах, на річкових пісках — у злаковому Степу, рідко. У ЧКУ має статус «вразливий» | …                  | …                           |            |
| 263 | Кермечник татарський Goniolimon tataricum (L.) Boiss. | У степах, на степових схилах і кам'янистих оголеннях — у Лівобережному Степу та Донецькому Лісостепу, звичайно; на Правобережжі, рідко                                                                                                | …                  | …                           |            |
| 264 | Кермечник кримський Goniolimon tauricum Klokov | У степах, на степових і кам'янистих схилах — на крайньому півдні Лівобережного Злакового Степу та в Полинно-Злаковому Степу, б. м. звичайно; у Степовому Криму, розсіяно                                                              | …                  | …                           |            |
| 265 | Кермечник червонуватий Goniolimon rubellum (S.G.Gmel.) Klokov, syn. Goniolimon orae-syvashicae Klokov                                                         | На карбонатних суглинках, рідше літоральних засолених (глинисто-черепашкових) пісках — у Криму й Присивашші. У ЧКУ має статус «вразливий»                                                                                             | ЧКУ                | …                           |            |
| 266 | Кермек замшевий Limonium alutaceum (Steven) Kuntze | На солонцюватих луках, степах, приморських солончаках — у лівобережних степових та лісостепових придніпровських р-нах, на північ — до нижньої течії річки Сула                                                                        | [ 53 ]             | …                           |            |
| 267 | Limonium bellidifolium (Gouan) Dumort., syn. Limonium danubiale Klokov                                                                                        | На приморських пісках — у Злаковому Степу на крайньому заході (Одеська обл., Кілійський р-н, с. Приморське) | …                  | …                           |            |
| 268 | Кермек перетинчастий Limonium bungei (Claus) Gamajun., syn. Limonium membranaceum (Czern. ex Trautv.) Klokov                                                  | У степах, на степових і кам'янистих схилах, оголеннях кристалічних порід, на сухих луках, узліссях, рідше на задернених пісках, іноді на полях — у Донецькому Лісостепу, у Правобережному та Лівобережному Степу, нерідко             | …                  | …                           |            |
| 269 | Кермек прикаспійський Limonium caspium (Willd.) P.Fourn. | На солончаках — у південно-східній частині Лісостепу, північній частині Степу, спорадично; у приморській смузі злакового степу, звичайний                                                                                             | …                  | …                           |            |
| 270 | Кермек донецький Limonium donetzicum Klokov | У долинах річок на солонцюватих луках, солонцях, солончаках — на сході, передусім у басейні Сів. Дінця | …                  | …                           |            |
| 271 | Кермек південнобузький Limonium hypanicum Klokov | На солонцюватих луках — у правобережних степових р-нах | …                  | …                           |            |
| 272 | Кермек широколистий Limonium platyphyllum Lincz., syn. Limonium latifolium (Sm.) Kuntze                                                                       | У степах, на степових схилах і сухих солонцях — у південній частині західного Лісостепу, донецького Лісостепу і по всьому Степу, розсіяно; заходить у східну частину гірського Криму та на ПБК                                        | …                  | …                           |            |
| 273 | Кермек сарептський Limonium sareptanum (A.K.Becker) Gams | У степах, на степових схилах — к пд. ч. Лівобережного Степу та північних кримських степах | …                  | …                           |            |
| 274 | Кермек Гмеліна Limonium gmelini (Willd.) Kuntze | Узбережжя Чорного та Азовського морів, звідки заходить у пониззя річок та лиманів, що впадають у них; як занесений виявлений на залізниці в м. Кам'янець-Подільському і Києві та на консервному комбінаті у м. Херсоні                | [ 54 ]             | …                           |            |
| 275 | Кермек Маєра Limonium scoparium (Pall. ex Willd.) Stankov, syn. Limonium meyeri (Boiss.) Kuntze                                                               | На солончаках, солонцюватих степах — на всьому узбережжю Чорного та Азовського морів (крім ПБК), звичайно; заходить у пониззя Дніпра                                                                                                  | [ 52 ]             | …                           |            |
| 276 | Кермек напівкущовий Limonium suffruticosum (L.) Kuntze | На солончаках, на берегах солоних озер — у Присивашші, досить звичайно | …                  | …                           |            |
| 277 | Кермек чурюцький Limonium tschurjukiense (Klokov) Lavrenko | Ендемік Присивашшя та прилеглих територій — Херсонщина, Крим. У ЧКУ має статус «вразливий» | ЧКУ                | …                           |            |
| 278 | Біждерев великоприквітковий Myricaria bracteata Royle | Крим | [ 55 ]             | Тамарискові Tamaricaceae    |            |
| 279 | Біждерев прибережний Myricaria germanica (L.) Desv. | По берегах і долинах річок — у Карпатах, зх. ч. Лісостепу; у садах і парках | [ 49 ]             | …                           |            |
| 280 | Біждерев лускатий Myricaria squamosa Desv. | Долинами та берегами річок, на щебенистих схилах — у Криму | …                  | …                           |            |
| 281 | Myricaria bracteata Royle, syn. Myricaria alopecuroides Schrenk ex Fisch. & C.A.Mey.                                                                          | На берегах і долинах річок, на пісках, галечниках — у Криму | …                  | …                           |            |
| 282 | Тамариск стрункий Tamarix gracilis Willd. | На приморських пісках — у Степу (по узбережжю Азовського моря). У ЧКУ має статус «вразливий» | [ 49 ]             | …                           |            |
| 283 | Тамариск Гогенакера Tamarix hohenackeri Bunge | Морськими узбережжями — у Криму (від Сімеїзу до Нікітського ботанічного саду), досить часто | …                  | …                           |            |
| 284 | Тамариск галузистий Tamarix ramosissima Ledeb. | На прибережних пісках та галечниках — на півдні Степу, у гірському Криму (крім яйли) | …                  | …                           |            |
| 285 | Тамариск чотиритичинковий Tamarix tetrandra Pall. ex M.Bieb.                                                                                                  | Уздовж морського узбережжя і в долинах річок — у приморських р-нах Степу і Криму (на ПБК і в окрузі с. Перово Сімферопольського р-ну, у передгір'ях)                                                                                  | …                  | …                           |            |
| 286 | Тамариск турецький Tamarix smyrnensis Bunge | ? | [ 56 ]             | …                           |            |